# ولیکو پائونوویچ
ولیکو پائونوویچ (سیریلیک صربی: Вељко Пауновић؛ زادهٔ ۲۱ اوت ۱۹۷۷) بازیکن سابق و مربی فوتبال اهل صربستان است.
از باشگاه‌هایی که در آن بازی کرده‌است می‌توان به باشگاه فوتبال ختافه، باشگاه ورزشی رئال مایورکا، باشگاه فوتبال اتلتیکو مادرید، باشگاه فوتبال روبین کازان، باشگاه فوتبال رئال اویدو، باشگاه فوتبال آلمریا، فیلادلفیا یونیون، باشگاه فوتبال هانوفر ۹۶، باشگاه ورزشی تنریف، باشگاه فوتبال اتلتیکو مادرید بی، و باشگاه فوتبال پارتیزان اشاره کرد.
وی همچنین در تیم ملی فوتبال صربستان و مونته‌نگرو بازی کرده‌است.